# Hua Hin (stad)

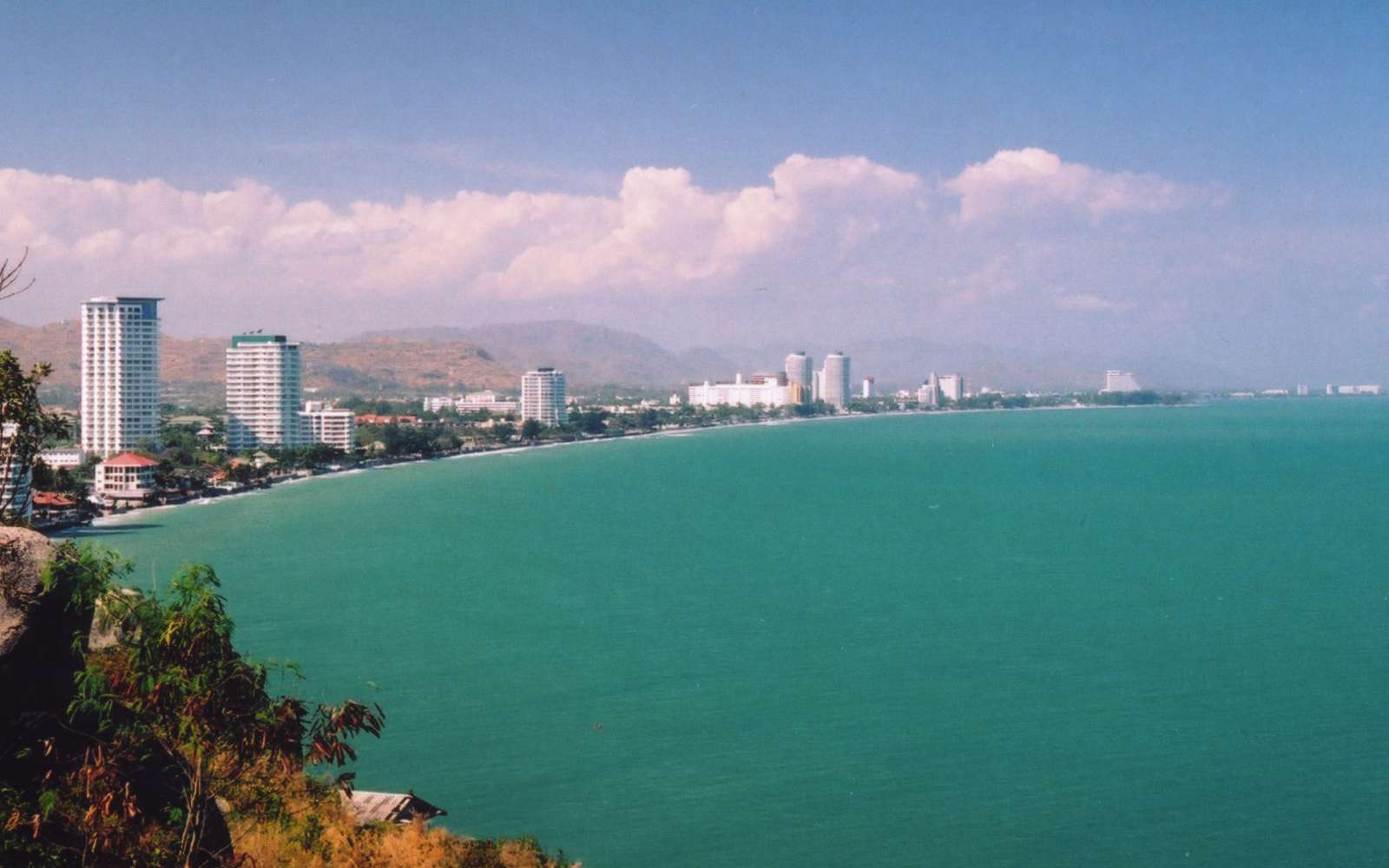
Kustlijn van Hua Hin

Hua Hin (Thais: หัวหิน) (letterlijk vertaald: Stenen hoofd) is de hoofdstad van het district Hua Hin in de provincie Prachuap Khiri Khan in Thailand.
Oorspronkelijk heette Hua Hin Baan Somoe Rieng of Baan Leam Hin (Stenen punt dorp). Hua Hin is een van de populairste badplaatsen van Thailand, het ligt aan de golf van Thailand.
De Thaise koning heeft er een paleis waar hij zich vaak terugtrekt.
De plaats ligt op ongeveer 280 kilometer ten zuidwesten van Bangkok.

## Geschiedenis
In 1911 bereikte de Zuidelijke spoorlijn Hua Hin, waarna het stadje een geliefd vakantieoord werd voor welgestelden uit Bangkok. Vanaf 1921 kon men per trein over deze lijn tot aan de Maleisische grens komen met Singapore als eindpunt. 
Het strand van Hua Hin heeft een reputatie als "het beroemde badplaats resort van Siam" waar bezoekers kunnen zwemmen, vissen en golfen. Tot op de dag van vandaag wordt de stad bezocht door de rijken uit Bangkok en de rest van Thailand. Velen hebben er een tweede huis.
De groei van Hua Hin kwam pas echt op gang door de komst van het Spoorweghotel (het huidige Hotel Centara) nadat de Zuidelijke lijn klaar was. Hetzelfde hotel werd gebruikt tijdens het filmen van The Killing Fields. 
Op 11 augustus 2016 werd de plaats opgeschrikt door een dubbele bomaanslag. In het centrum van de stad gingen twee bommen af, hierbij kwam een Thaise om het leven en raakten ongeveer twintig mensen gewond. Ook de volgende ochtend ging op een andere plek een bom af waarbij opnieuw iemand om het leven kwam.

## Stranden Hua Hin
Het strand in Hua Hin is ongeveer acht kilometer lang. Er is geen boulevard zoals in andere badplaatsen in Thailand zoals, Patong en Pattaya. Langs het strand staan resorts, hotels en villa's.
Verder zijn er nog meer stranden in de omgeving zoals in Cha Am en Pranburi.

## Bezienswaardigheden

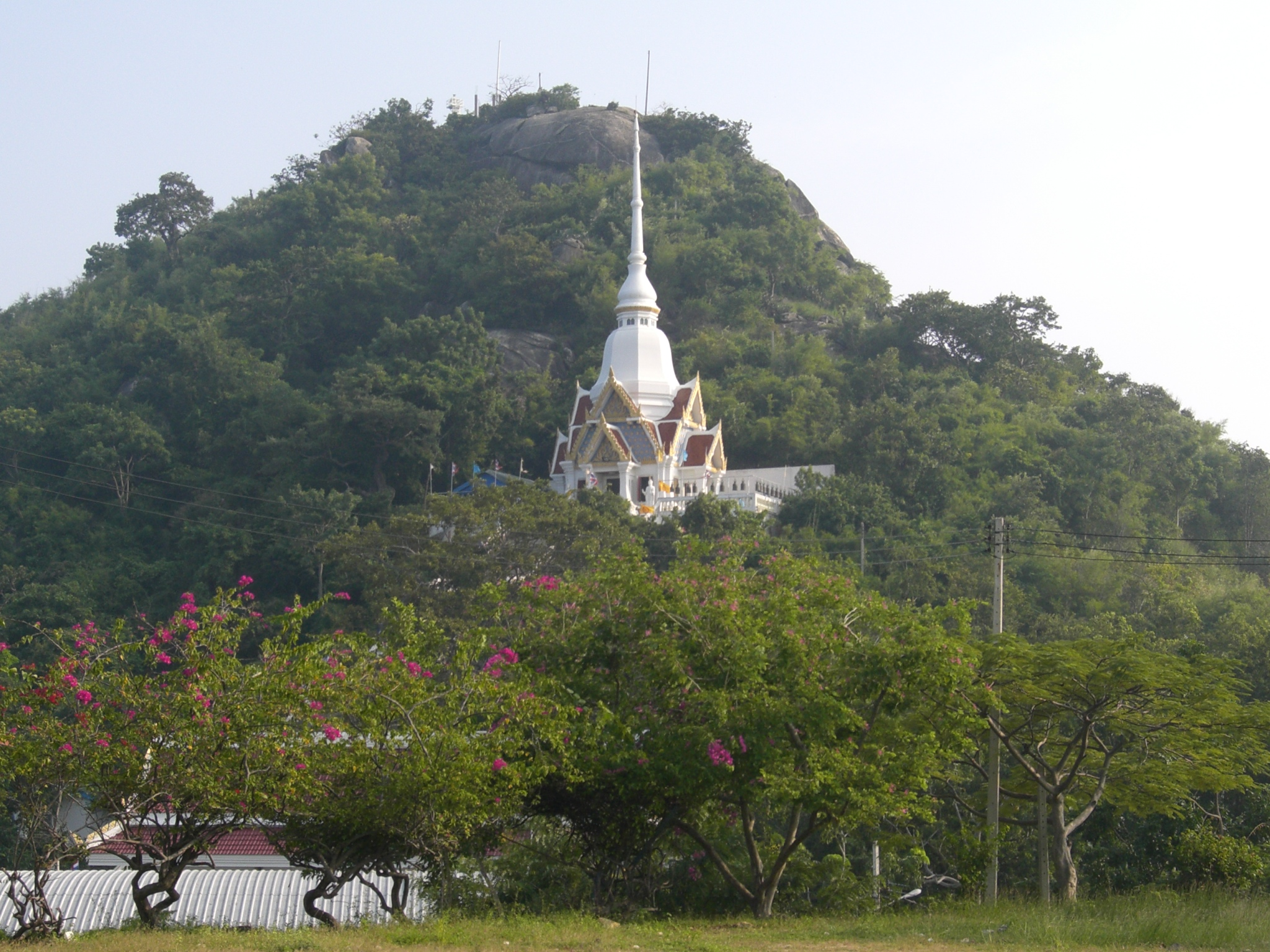
Khao Tekiab Tempel

- Khao Tekiab, een berg aan het einde van het strand, boven op de berg is een tempel. Deze geeft een mooi uitzicht over het strand.
- Nationaal Park Khao Som Roi Yot.
- Kaeng Krachan, een van Thailands grootste nationale parken.
- Khao Hin Lek Fai, een berg net buiten het centrum. Vanaf de berg is er een mooi uitzicht over de stad. Er is ook een park met allerlei soorten planten en bomen.
- Ratchaniwet Marukhathaiyawan Paleis of het Paleis van Hoop en Liefde. Dit paleis ligt tussen Hua Hin en Cha Am. Het is gebouwd in 1923 door koning Rama V en is voor een groot gedeelte gemaakt van hout.

## Hua Hin Centrum

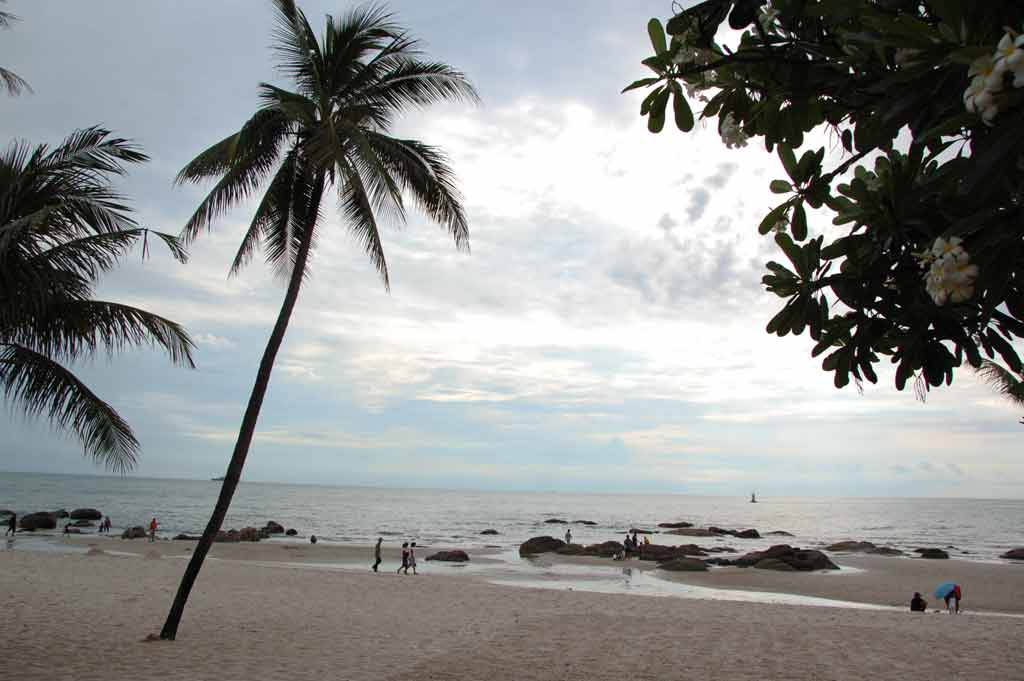
Deel van het strand Hua Hin

Hua Hin is een levendige vissersplaats, hierdoor zijn er veel visrestaurants en stalletjes te vinden. Er zijn vele restaurants in en om Hua Hin te vinden met een zeer uitgebreid aanbod aan eten. Vis wordt dagelijks aangevoerd door de kleine vissersbootjes die 's nachts varen en overdag in het haventje liggen. Ook is er de Hua Hin Night Market aan Dechanuchit Road.

## Hua Hin Market Village
Dit is het eerste grote winkelcentrum van Hua Hin, geopend in 2006. Er zijn onder meer een Tesco Lotus, een bioscoop en een kinderspeeltuin.

## Transport
Hua Hin is te bereiken per bus, auto, trein en vliegtuig. Vanuit Bangkok vertrekken dagelijks bussen vanaf de zuidelijke busterminal. Een rit per bus doet er ongeveer 3,5 uur over om Hua Hin te bereiken. Ook vertrekken er dagelijks treinen.

### Luchthaven Hua Hin
Ten noorden van Hua Hin, net buiten Hua Hin Centrum, ligt de luchthaven Hua Hin.
Galerij

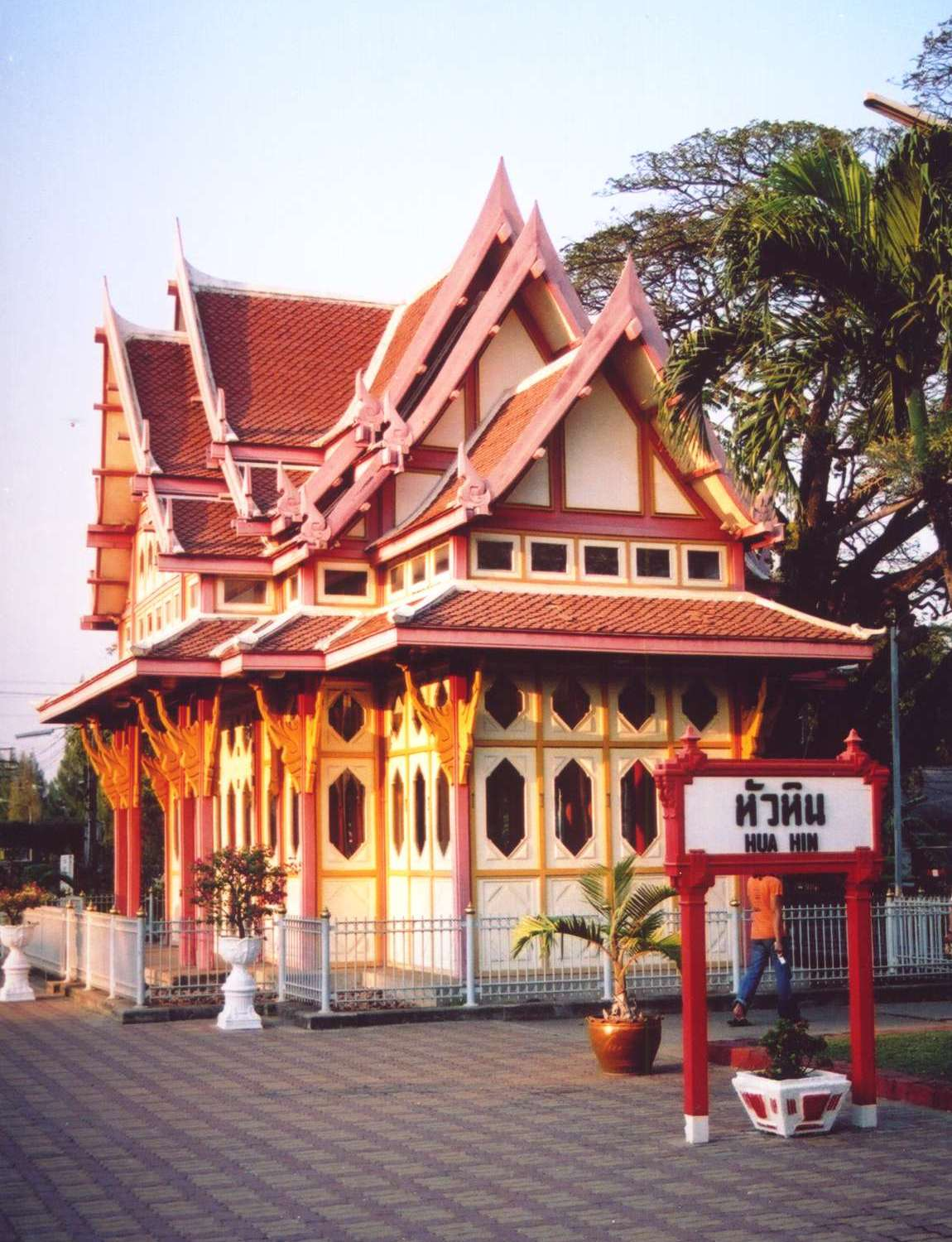
Hua Hin treinstation
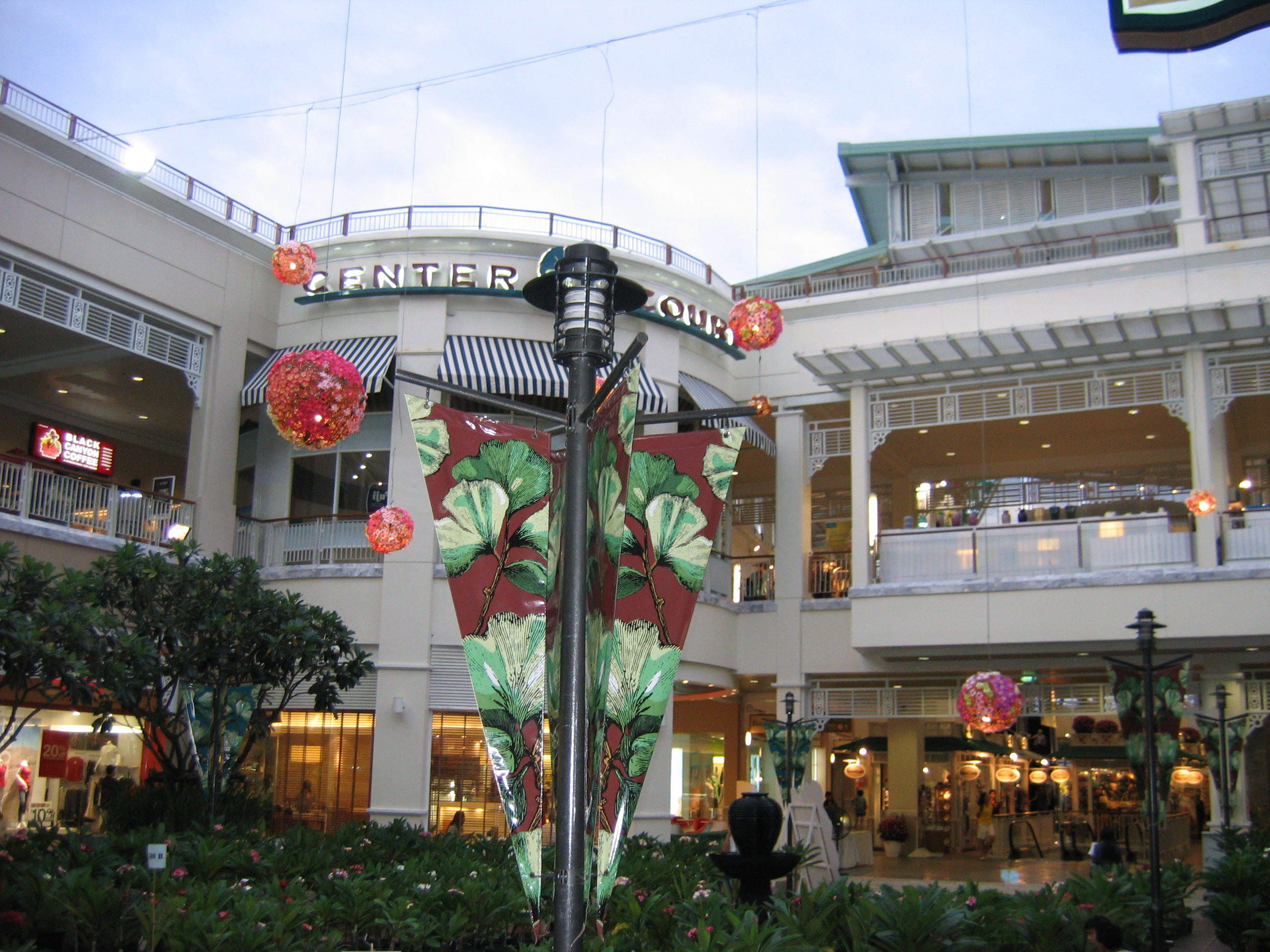
Binnenin het winkelcentrum, Hua Hin Market village

## Meer lezen
- Serie verhalen over bewoners van Hua Hin